# Fleet Air Arm
La Fleet Air Arm è la componente aerea della Royal Navy, la marina militare del Regno Unito, responsabile per le operazioni di volo a bordo della propria flotta navale.

## Storia

### Origini

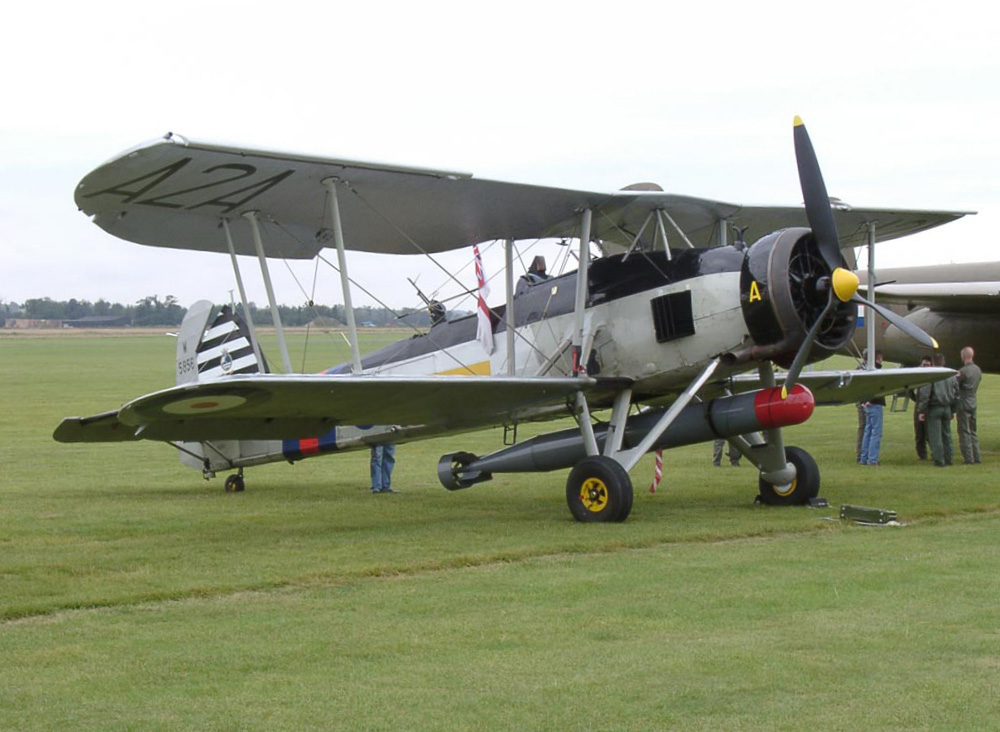
Un aerosilurante Fairey Swordfish, aereo simbolo della Fleet Air Arm durante la seconda guerra mondiale, responsabile dell'affondamento della corazzata della Kriegsmarine Bismarck nel maggio del 1941

Il Royal Naval Air Service (RNAS) venne costituito nel gennaio 1914 alle dipendenze del Air Department, il Dipartimento dell'aria dell'Ammiragliato. All'entrata in guerra del Regno Unito nel successivo mese di agosto, il RNAS risultava avere più velivoli sotto il suo controllo che l'Army's Royal Flying Corps (RFC). Le principali operazioni di competenza della RNAS erano il pattugliamento marittimo a difesa della flotta e delle coste per l'individuazione di navi nemiche e sottomarini, e la difesa aerea del cielo della Gran Bretagna. Nell'aprile 1918 il RNAS, che il quel momento constava di 67 000 uomini tra ufficiali e personale, 2 949 aerei, 103 dirigibili e 126 stazioni costiere, venne fuso con l'RFC per formare la Royal Air Force.

### La Fleet Air Arm
il 1º aprile 1924 viene costituita la Fleet Air Arm of the Royal Air Force, comprendendo quelle unità della Royal Air Force normalmente imbarcate sulle portaerei ed altre navi da guerra. il 14 maggio 1937 la Fleet Air Arm ritornò sotto il controllo dell'Ammiragliato ed ufficialmente ridenominata Air Branch of the Royal Navy. All'entrata del Regno Unito nella seconda guerra mondiale, la Fleet Air Arm consisteva in 20 Squadrons dotati di soli 232 velivoli, ma alla fine del conflitto era arrivata a contare di 59 portaerei, 3 700 aerei, 72 000 uomini e 56 aeroporti posizionati in tutto il mondo. La portaerei aveva rimpiazzato la corazzata come nave ammiraglia della flotta in quanto i velivoli imbarcati erano diventati la naturale evoluzione delle armi navali tradizionali.

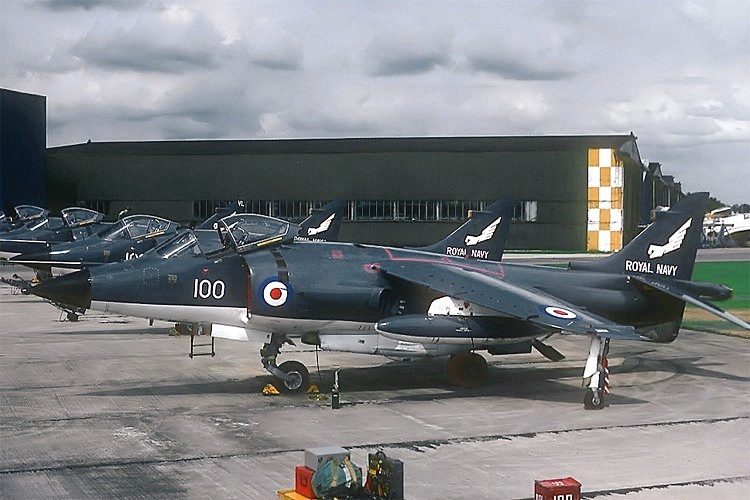
Sea Harrier appartenenti all899 Squadron della Royal Navy, schierati sulla Yeovilton Naval Air Station; 1982.

Dopo la partecipazione alla seconda guerra mondiale, il servizio equipaggiò le portaerei britanniche in servizio durante la guerra di Corea alla quale parteciparono varie portaerei della Royal Navy, passando dagli aerei ad elica come il Supermarine Seafire (versione navalizzata del famoso Spitfire) e Hawker Sea Fury agli aerei a getto, tra i quali dapprima il de Havilland DH.100 Vampire e il Gloster Meteor e poi il Phantom II e il Blackburn Buccaneer, fino alla dismissione delle portaerei convenzionali avvenuta alla fine degli anni settanta con la radiazione della HMS Ark Royal (che fu la prima nave portaerei ad essere costruita con il ponte di volo angolato, mentre quelle che la precedettero ne vennero dotate solo dopo l'entrata in servizio). Nel 1972, i Buccaneer imbarcati sulla HMS Ark Royal presero parte ad una missione di attacco a lungo raggio sull'Honduras Britannico Poco dopo la sua indipendenza per dissuadere il Guatemala da una possibile invasione. Sempre sulla Ark Royal nel 1963, vennero condotte le prove di un nuovo velivolo sperimentale a decollo verticale, lo Hawker P.1127, che poi sarebbe diventato lo Hawker Siddeley Harrier.
Dopo la sperimentazione sulla HMS Hermes e la immissione in servizio delle portaerei della classe Invincible, il Sea Harrier con le sue capacità di decollo corto e atterraggio verticale (STOVL) assunse il ruolo di intercettore ognitempo e, come poi venne dimostrato durante la guerra delle Falkland, anche di cacciabombardiere attraverso la combinazione delle caratteristiche del radar Blue Fox (nella versione FA.1) e poi Blue Vixen (FA.2) e del computer di navigazione Navhars. Dello Harrier vennero consegnati 56 esemplari alla Noyal Navy, che vennero radiati dal servizio nel marzo 2007, e sostituiti nel ruolo di attacco dalla versione terrestre GR.9 mentre da allora la marina inglese ha perso le capacità di intercettazione aerea. Nei programmi futuri della forza aerea rientra l'acquisizione del caccia multiruolo F-35 Lightning II, inizialmente nella versione B di tipo VSTOL, per il quale l'Inghilterra è l'unico partner di "livello 1", con un contributo di 2,5 miliardi di dollari, pari al 10% dei costi di sviluppo
.

## Aeromobili in uso

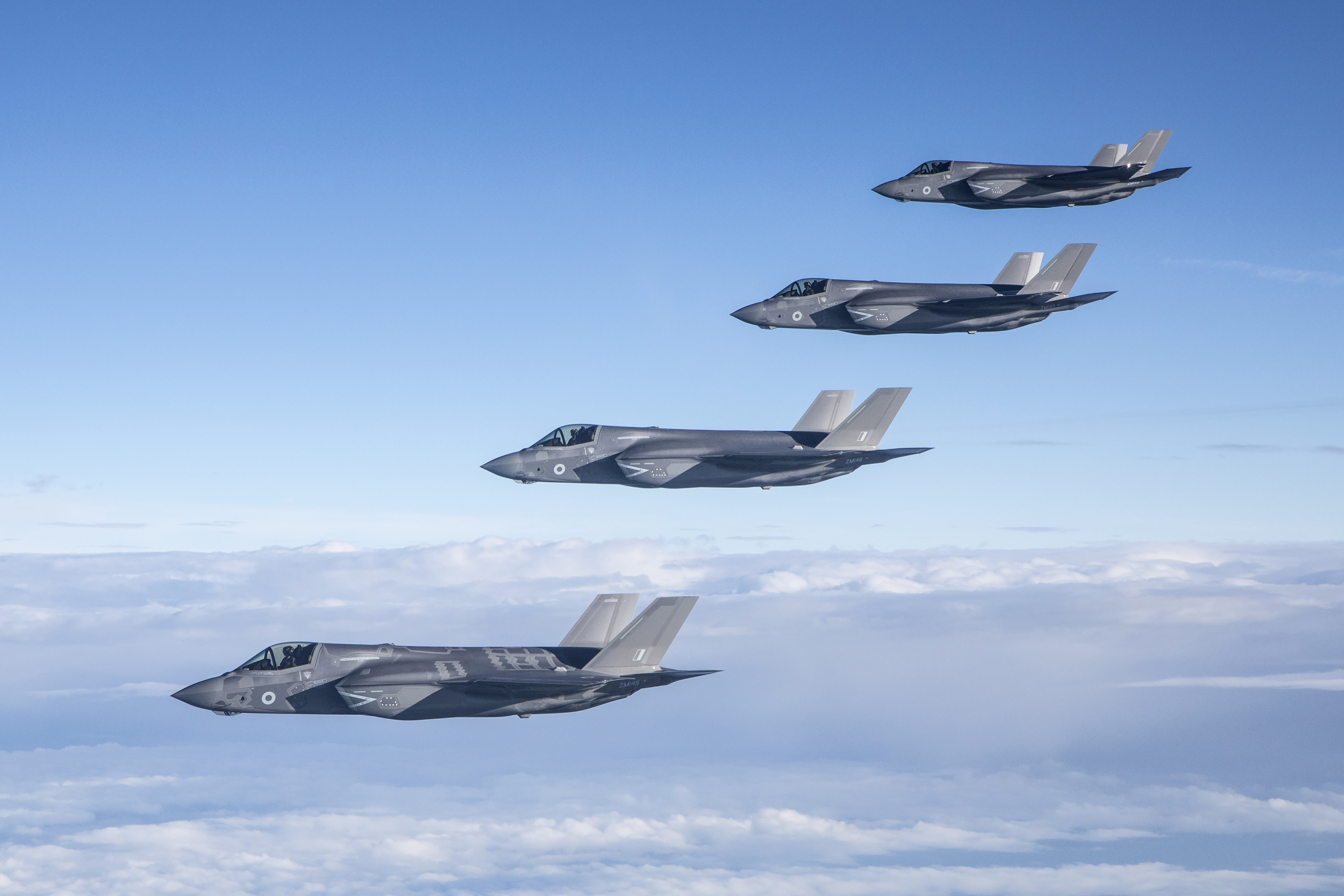
Royal Navy F-35B Lightning

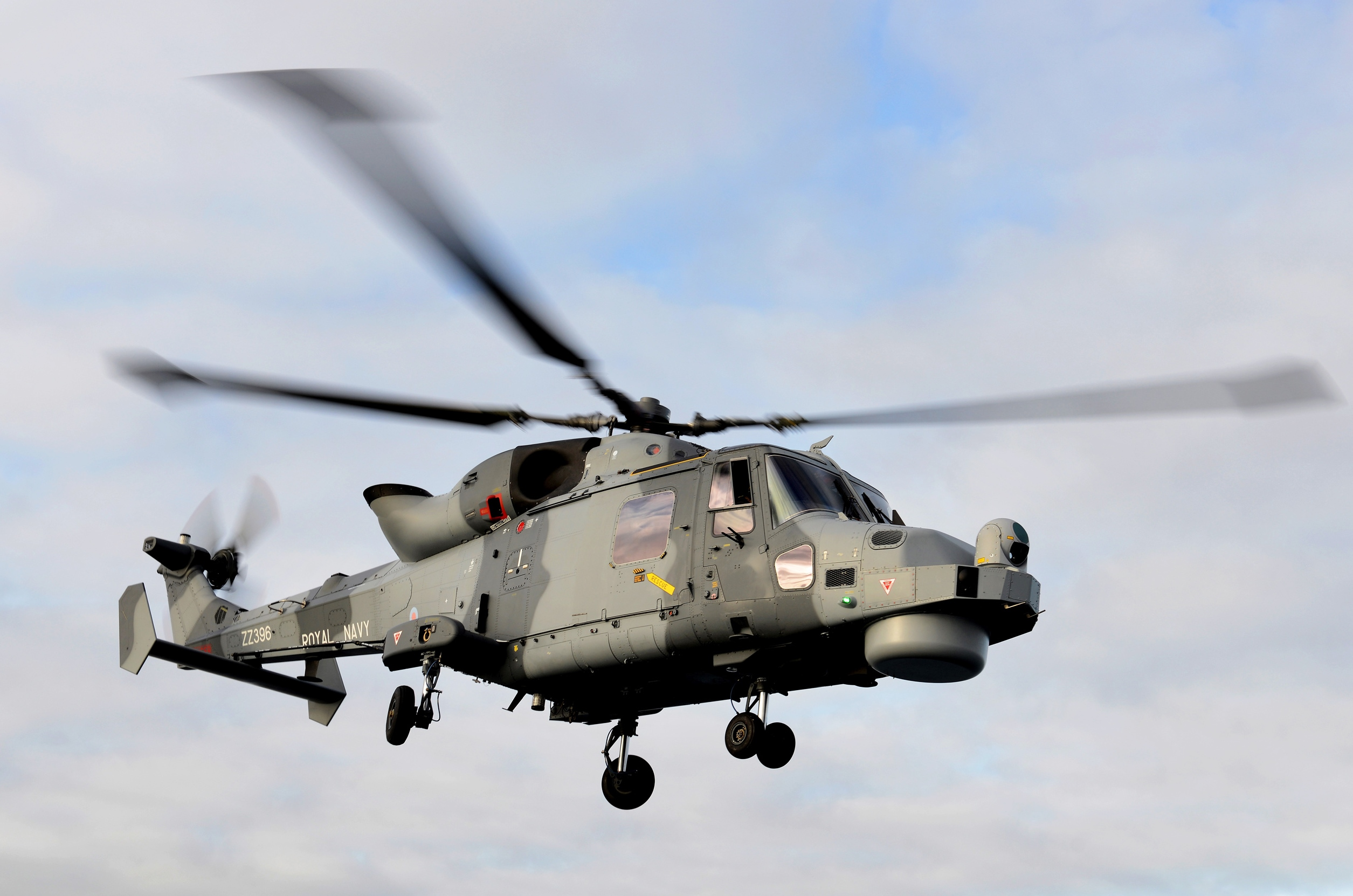
AgustaWestland AW159 Wildcat, 700 Naval Air Squadron.

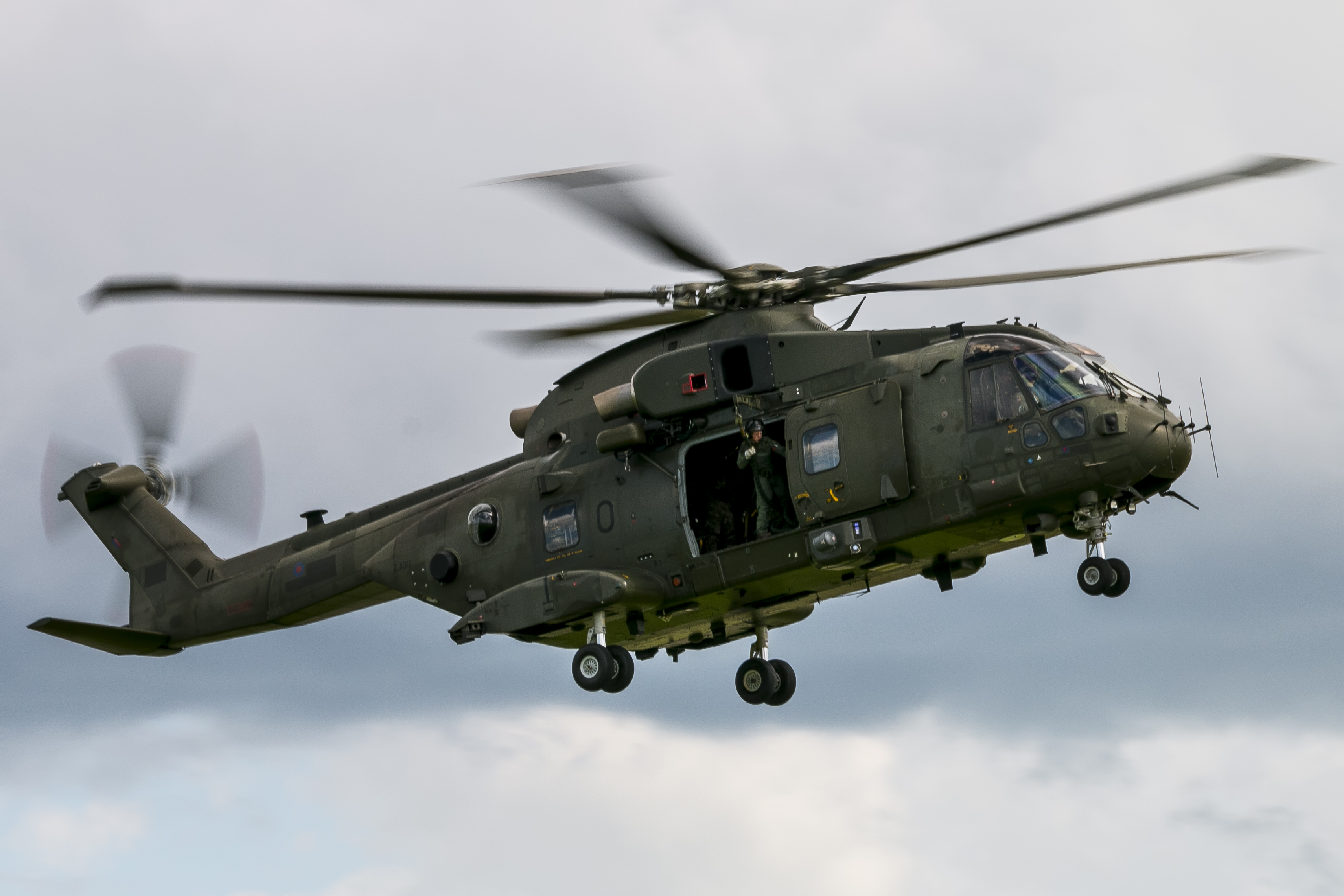
Un Merlin HC3, 845 Naval Air Squadron.

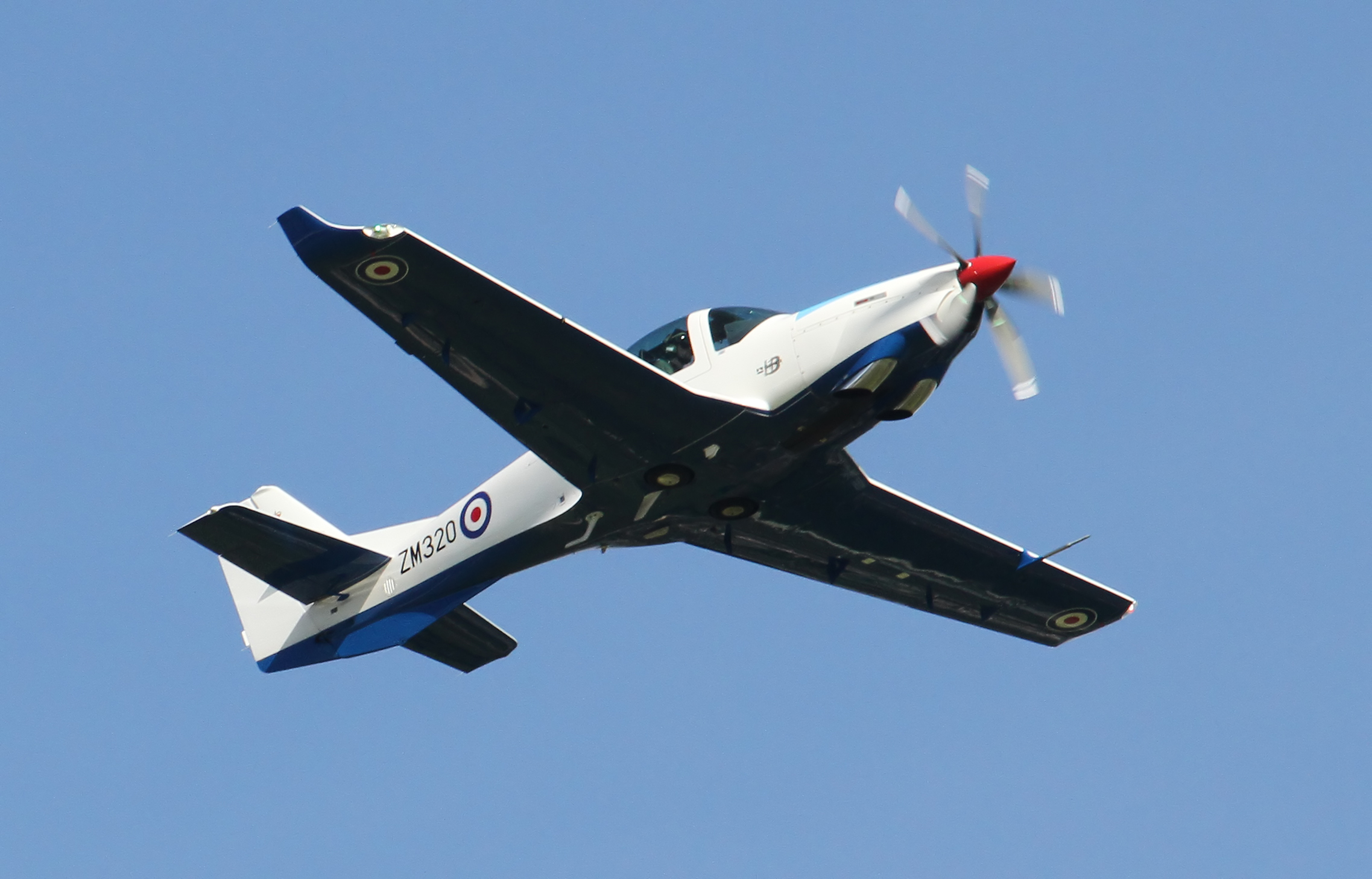
A Grob Prefect T1.

Sezione aggiornata annualmente in base al World Air Force di Flightglobal del corrente anno. Tale dossier non contempla UAV, aerei da trasporto VIP ed eventuali incidenti accorsi durante l'anno della sua pubblicazione. Modifiche giornaliere o mensili che potrebbero portare a discordanze nel tipo di modelli in servizio e nel loro numero rispetto a WAF, vengono apportate in base a siti specializzati, periodici mensili e bimestrali. Tali modifiche vengono apportate onde rendere quanto più aggiornata la tabella.
| Aeromobile                        | Origine            | Tipo                                                         | Versione (denominazione locale) | In servizio (2024) | Note | Immagine |
| Aerei da combattimento            |                    |                                                              |                                 |                    | |          |
| Lockheed Martin F-35 Lightning II | Stati Uniti        | aereo da caccia                                              | F-35B                           | 31                 | 48 F-35B ordinati inizialmente (fabbisogno di 138 esemplari), più ulteriori 26 esemplari ordinati il 26 aprile 2022, che hanno portato il numero degli esemplari ordinati a 74. Un F-35B è stato perso il 17 novembre 2021. |          |
| Elicotteri                        |                    |                                                              |                                 |                    | |          |
| AgustaWestland Merlin             | Italia             | elicottero ASW ASaCelicottero imbarcato da trasporto tattico | HM.2HC4/4A Commando             | 3025               | I 25 HC4/4A sono degli HC3/3A ex RAF che, dopo un processo di navalizzazione, sono stati consegnati tra il giugno 2018 ed il dicembre 2022, per essere utilizzati per il trasporto dei Royal Marines. Ad aprile 2021 il primo Merlin “Crowsnest”con capacità ASaC (Airborne Surveillance and Control) è entrato in servizio. Tutti i Merlin HM.2 verranno modificati per poter installare uno dei 10 kit acquistati ed è previsto che gli elicotteri possano essere riconfigurati in ASW e/o ASaC secondo necessità. |          |
| AgustaWestland AW159 Wildcat      | Italia Regno Unito | elicottero ASuW                                              | HMA.2                           | 28                 | 28 HMA.2 ordinati, con consegne a partire dal 2015 privi di capacità ASW. |          |
| Aerei da addestramento            |                    |                                                              |                                 |                    | |          |
| Grob G-120TP Prefect              | Germania           | aereo da addestramento                                       | T1                              | 6                  | |          |
| Grob G-115 Tutor                  | Germania           | aereo da addestramento                                       | G.115E                          | 6                  | |          |
| BAE Hawk                          | Regno Unito        | aereo da addestramento                                       | T1                              | 10                 | 13 esemplari in servizio al 2018. Uno degli 11 aerei in servizio al 31 dicembre 2020 è stato perso il 25 marzo 2021. |          |
| Beechcraft Avenger T1             | Stati Uniti        | aereo da addestramento                                       | T1                              | 4                  | |          |

## Aeromobili ritirati
- Westland Sea King ASaC7 - Gli ultimi 4 esemplari sono stati ritirati a settembre 2018.[32][33]
- Westland Lynx - Tutti gli esemplari sono stati radiati entro il maggio 2017.[34]
- Handley Page Jetstream T2
- Handley Page Jetstream T3
- Westland Sea King HC4
- Westland Sea King HU5
- Westland Sea King HAS6(CR)
- British Aerospace Sea Harrier FRS1
- British Aerospace Harrier T4N
- British Aerospace Sea Harrier FA2
- British Aerospace Harrier T8
- Slingsby T-67M Firefly
- McDonnell Douglas F-4M Phantom II (Phantom FGR.2)
- McDonnell Douglas F-4J Phantom II
- Blackburn Buccaneer S.1
- Blackburn Buccaneer S.2C
- Blackburn Buccaneer S.2D
- Fairey Gannet AS.1
- Fairey Gannet AS.4
- Fairey Gannet AEW.3
- de Havilland Sea Vixen FAW.1
- de Havilland Sea Vixen FAW.2
- de Havilland Sea Vixen D.3
- de Havilland Sea Vixen TT.2
- de Havilland Sea Venom FAW. 20
- de Havilland Sea Venom FAW. 21
- de Havilland Sea Venom FAW. 22
- Hawker Sea Fury F.10
- Douglas Skyraider AEW Mk 1
- Hawker Sea Fury FB.11
- Grumman TBF Avenger